# The Narrow Margin
The Narrow Margin é um filme estadunidense de 1952, do gênero filme noir, dirigido por Richard Fleischer e estrelado por Charles McGraw e Marie Windsor.

## A produção
Orçado em míseros 230 milhares de dólares, o filme é considerado, sucessivamente, como um dos melhores da história da RKO, um dos melhores filmes B já feitos, e ainda, por alguns, como o melhor filme de baixo orçamento de todos os tempos.
O diretor Richard Fleischer, que vinha dirigindo curtas-metragens para o estúdio, viu a carreira ser impulsionada pelo sucesso desta pequena produção, credenciando-se, assim, para voos mais altos, como 20000 Leagues Under the Sea.
O filme começou sua carreira como a outra metade de uma programação dupla que tinha ainda o falso documentário Tembo, um safári ambientado na África. Ironicamente, ao ser relançado em 1990, ele novamente fez parte de uma programação dupla, desta vez com Detour (1945), outro clássico noir.
The Narrow Margin foi refeito em 1990, com Gene Hackman e Anne Archer, sob a direção de Peter Hyams.

## Sinopse
Em uma viagem de trem, o detetive Sargento Walter Brown tenta proteger a viúva de um gângster, que aceita contar tudo que sabe perante um júri na Costa Oeste. Três bandidos tentam eliminá-la, mas não sabem direito qual é o alvo. Então, eles matam vários passageiros, inclusive uma mulher que o sargento pensava ser a testemunha, mas que era, na verdade, uma agente disfarçada. Quando a verdade vem à tona, policial e assassinos recomeçam seu jogo mortal.

## Principais premiações
| Prêmio | Categoria                | Situação |
| ------ | ------------------------ | -------- |
| Oscar  | Melhor História Original | Indicado |

## Elenco
| Ator/Atriz       | Personagem            |
| ---------------- | --------------------- |
| Charles McGraw   | Detetive Walter Brown |
| Marie Windsor    | Senhora Frankie Neal  |
| Jacqueline White | Ann Sinclair          |
| Gordon Gebert    | Tommy Sinclair        |
| Queenie Leonard  | Senhora Troll         |
| David Clarke     | Joseph Kemp           |
| Peter Virgo      | Densel                |
| Don Beddoe       | Sargento Gus Forbes   |
| Paul Maxey       | Sam Jennings          |
| Harry Harvey     | Maquinista            |